# Ossonis mentawensis
Ossonis mentawensis là một loài bọ cánh cứng trong họ Cerambycidae.